# 大熊座II矮星系
大熊座II矮星系 (UMa II dSph) 是座落在大熊座的一個矮橢球星系，於2006年在史隆數位巡天的資料中被發現。這個星系與太陽的距離大約30,000秒差距，並以116公里/秒的速度常像太陽運行。它被歸類為矮橢球星系 (dSph)，意味著它是橢球的形狀 (長短軸比～2：1)，半光度半徑大約是140秒差距。
Uma II是銀河系最小和最暗淡的衛星星系之一 — 它的總亮度大約是太陽的4000倍 (絕對視星等～-4.2等)，這比絕大多數的球狀星團的亮度低得多。Uma II甚至比一些恆星，像是銀河系的老人星，的亮度還要低。它的亮度大約與獵戶座的参宿五相當，但是，它的質量大約有500萬太陽質量，這意味著這個星系的質-光比是2,000左右。這可能是正在經歷潮汐破壞的過程，導致型狀不規則，處在過渡階段的星系。
Uma II的恆星族群裡有許多年老的恆星，它們形成的年代至少在100億年前。這些老年恆星的金屬量都非常低， [Fe/H] ≈ −2.44 ± 0.06，這意味著它們的重元素含量低於太陽300倍。Uma II的恆星有可能是宇宙中第一波誕生的恆星，而目前在Uma II內沒有恆星在形成。到目前為止，沒有檢測到它有中性氫 － 它的上限只有562太陽質量

## 註解
1. ↑  只有Com、Segue 1、Segue 2、Bootes II和威爾曼1比它微弱[3]。